# Herrarnas värja vid olympiska sommarspelen 1996
Herrarnas värja-tävling i de olympiska fäktningstävlingarna 1996 i Atlanta avgjordes den 20 juli 1996.

## Medaljörer
| Event         | Guld                    | Silver             | Brons           |
| Värja, herrar | Aleksandr Beketov (RUS) | Ivan Trevejo (CUB) | Géza Imre (HUN) |

## Resultat
| Placering | Fäktare             | Land      |
| --------- | ------------------- | --------- |
| 1         | Aleksandr Beketov   | Ryssland  |
| 2         | Iván Trevejo        | Kuba      |
| 3         | Géza Imre           | Ungern    |
| 4         | Iván Kovács         | Ungern    |
| 5         | Sandro Cuomo        | Italien   |
| 6         | Jean-Michel Henry   | Frankrike |
| 7         | Kaido Kaaberma      | Estland   |
| 8         | Marius Strzalka     | Tyskland  |
| 9         | Éric Srecki         | Frankrike |
| 10        | Arnd Schmitt        | Tyskland  |
| 11        | Angelo Mazzoni      | Italien   |
| 12        | Robert Leroux       | Frankrike |
| 13        | Mauricio Rivas      | Colombia  |
| 14        | Pavel Kolobkov      | Ryssland  |
| 15        | Andrus Kajak        | Estland   |
| 16        | Elmar Borrmann      | Tyskland  |
| 17        | Péter Vánky         | Sverige   |
| 18        | Maurizio Randazzo   | Italien   |
| 19        | Jean-Marc Chouinard | Kanada    |
| 20        | Danek Nowosielski   | Kanada    |
| 21        | Nic Bürgin          | Schweiz   |
| 22        | Krisztián Kulcsár   | Ungern    |
| 23        | Yang Noe-Seong      | Sydkorea  |
| 24        | Zhao Gang           | Kina      |
| 25        | Jim Carpenter       | USA       |
| 26        | Vitalj Zacharov     | Belarus   |
| 27        | Jang Tae-Seok       | Sydkorea  |
| 28        | Mike Marx           | USA       |
| 29        | César González      | Spanien   |
| 30        | Valerj Zacharevitj  | Ryssland  |
| 31        | Tamir Bloom         | USA       |
| 32        | Gheorghe Epurescu   | Rumänien  |
| 33        | Oscar Fernández     | Spanien   |
| 34        | Olivier Jacquet     | Schweiz   |
| 35        | Meelis Loit         | Estland   |
| 36        | Fernando de la Peña | Spanien   |
| 37        | Roman Ječmínek      | Tjeckien  |
| 38        | James Ransom        | Kanada    |
| 39        | Nuno Frazão         | Portugal  |
| 40        | Paris Inostroza     | Chile     |
| 41        | Juan Miguel Paz     | Colombia  |
| 42        | Lee Sang-Gi         | Sydkorea  |
| 43        | Gabriel Pantelimon  | Rumänien  |
| 44        | Ilija Metjkov       | Bulgarien |
| 45        | Aurel Bratu         | Rumänien  |